# Caloptilia sapporella
Caloptilia sapporella là một loài bướm đêm thuộc họ Gracillariidae. Nó được tìm thấy ở Trung Quốc, Nhật Bản (Kyūshū, Shikoku, Hokkaidō, quần đảo Ryukyu, Honshū), Hàn Quốc và vùng Viễn Đông Nga.
Sải cánh dài 10-13.5 mm.
Ấu trùng ăn Castanea crenata, Quercus acuminata, Quercus cerris, Quercus crispula, Quercus dentata, Quercus mongolica, Quercus serrata và Quercus variabilis. Chúng ăn lá nơi chúng làm tổ.